# Hanc
Hanc korábbi község Franciaországban, Deux-Sèvres megyében. Lakosainak száma 257 fő (2015). Hanc Paizay-Naudouin-Embourie, Ardilleux, Bouin, Lorigné, Loubillé, Melleran és Pioussay községekkel határos.
2019. január 1-jén három másik korábbi községgel egyesült és az így létrejött Valdelaume új község része lett.

## Népesség
A település népességének változása:
| Lakosok száma | 255  | 257  | 260  |
|               | 2013 | 2015 | 2016 |